# Kavaklı, Sultanhisar
Kavaklı là một xã thuộc huyện Sultanhisar, tỉnh Aydın, Thổ Nhĩ Kỳ. Dân số thời điểm năm 2010 là 861 người.